# کندال اشمیت
 کندال اشمیت (انگلیسی: Kendall Schmidt؛ زادهٔ ۲ نوامبر ۱۹۹۰) یک موسیقی‌دان اهل ایالات متحده آمریکا است. وی از سال ۲۰۰۱ میلادی تاکنون مشغول فعالیت بوده‌است.وی در گروه بیگ تایم راش خواننده ورهبر گروه است.او در فیلم بیگ تایم راش((عجله زمان بزرگ))نقش خود را اجرا می کند.
فیلم وی در شبکه((rai gulp)) پخش میشد.